# Son Wan-ho
Son Wan-ho (kor. 손완호, ur. 17 maja 1988 w Changwon) – południowokoreański badmintonista występujący w grze pojedynczej, brązowy medalista mistrzostw świata, złoty i srebrny medalista igrzysk azjatyckich, mistrz uniwersjady, uczestnik Letnich Igrzysk Olimpijskich 2012 i Letnich Igrzysk Olimpijskich 2016.

## Występy na igrzyskach olimpijskich
| Runda                   | Przeciwnik              | Wynik                   | Osiągnięcie             |                         |
| Gra pojedyncza mężczyzn | Gra pojedyncza mężczyzn | Gra pojedyncza mężczyzn | Gra pojedyncza mężczyzn | Gra pojedyncza mężczyzn |
| ----------------------- | ----------------------- | ----------------------- | ----------------------- | ----------------------- |
| Faza grupowa            | Władimir Iwanow         | 21–15, 21–19            | 1/8 finału              |                         |
| Faza grupowa            | Hsu Jen-hao             | 21–14, 21–10            | 1/8 finału              |                         |
| 1/8 finału              | Peter Gade              | 9–21, 16–21             | 1/8 finału              |                         |

| Runda                   | Przeciwnik              | Wynik                   | Osiągnięcie             |                         |
| Gra pojedyncza mężczyzn | Gra pojedyncza mężczyzn | Gra pojedyncza mężczyzn | Gra pojedyncza mężczyzn | Gra pojedyncza mężczyzn |
| ----------------------- | ----------------------- | ----------------------- | ----------------------- | ----------------------- |
| Faza grupowa            | Jacob Maliekal          | 21–10, 21–10            | Ćwierćfinał             |                         |
| Faza grupowa            | Artem Pocztariow        | 21–9, 21–15             | Ćwierćfinał             |                         |
| 1/8 finału              | Ng Ka Long              | 23–21, 21–17            | Ćwierćfinał             |                         |
| Ćwierćfinał             | Chen Long               | 11–21, 21–18, 11–21     | Ćwierćfinał             |                         |